# Csém
Csém is een plaats (község) en gemeente in het Hongaarse comitaat Komárom-Esztergom. Csém telt 478 inwoners (2001).